# Stefan Wisniewski
Stefan Werner Wisniewski, född 8 april 1953 i Klosterreichenbach i Västtyskland, är en tysk före detta medlem av Röda armé-fraktionen.
Wisniewski ingick i Kommando Siegfried Hausner, som 5 september 1977 kidnappade och mördade den tyska arbetsgivarorganisationens ordförande, Hanns-Martin Schleyer. Wisniewski greps i Paris 1978 och dömdes 1981 till livstids fängelse. Han frigavs 2003.